# Smilax purpusii
Smilax purpusii là một loài thực vật có hoa trong họ Smilacaceae. Loài này được Brandegee miêu tả khoa học đầu tiên năm 1915.